# Gladiolus lapeirousioides
Gladiolus lapeirousioides är en irisväxtart som beskrevs av Peter Goldblatt. Gladiolus lapeirousioides ingår i släktet sabelliljor, och familjen irisväxter. Inga underarter finns listade i Catalogue of Life.